# شالوت (کارولینای شمالی)
شالوت (به انگلیسی: Shallotte) شهری در ایالت کارولینای شمالی کشور ایالات متحده آمریکا است که جمعیت آن در سرشماری سال ۲۰۱۰ میلادی، ۳٬۶۷۵ نفر بوده‌است.